# Kostel svaté Heleny (Krásný Les)
Kostel svaté Heleny je sakrální stavba stojící v Krásném Lese, v obci ve Frýdlantském výběžku na severu České republiky. Je jediným kostelem tohoto zasvěcení v Česku. Objekt je spolu se sousední farou a přilehlým hřbitovem kulturní památkou České republiky.

## Historie
Kostel byl před rokem 1346 zbudován v gotickém stylu, ale mezi roky 1769 a 1771 prošel barokními úpravami. Provedl je J. Thun podle návrhů Johanna Josefa Kuntze (někdy jen Kunze). Během následujících let, a sice 1840, 1881 a 1895 až 1897, byl kostel několikrát opravován. Roku 1992 jej však postihl požár, ale po něm prošel objekt rekonstrukcí.
Duchovní správci kostela jsou uvedeni na stránce: Římskokatolická farnost Krásný Les (Liberec).

## Popis
Jednolodní stavba má obdélníkový půdorys doplněný čtvercovým presbytářem. Po severní straně je součástí objektu obdélníková sakristie, a naopak na jižní straně presbytáře se nachází ještě další prostor o čtvercovém půdoryse. Na západní straně kostela stojí hranolová věž z roku 1725. Ve spodní části věže se nachází polokruhový portál spolu s oknem majícím segmentový záklenek a římsu. Naopak v horní části se v nárožích věže vyskytují lizény a obdélníková okna opět se segmentovými záklenky. Celá věž je zakončena cibulovitou bání.
Presbytář uzavírá křížová klenba. Kostelní loď má naopak strop plochý. Prostor pod věží je zakryt trámovým stropem. Kruchta v kostele je tříramenná, dřevěná a je podepřena pilíři ze stejného materiálu.

## Zařízení
Interiér kostela pochází z období 19. století. Vedle dvou bočních oltářů se zde nachází oltář hlavní. Ten je pseudorománský a pochází z roku 1895. Je na něm umístěn obraz svaté Heleny vytvořený roku 1841 Johannem Grussem z Litoměřic. Autorem rokokové kazatelny z roku 1787 je Anton Suske, který ji vytvořil s andílky a reliéfem Dobrého Pastýře.
Přední varhanní skříň je rokoková, vyzdobená andílky s hudebními nástroji. Zadní skříň je naopak nověji upravovaná. Dále v interiéru kostela visí obrazy s výjevy ze života Ježíše Krista. Tyto malby pocházejí z první poloviny 19. století. Vedle nich se v kostele nachází také ještě křtitelnice pocházející z roku 1824.

### Varhany
Roku 1803 postavil pro kostel dvoumanuálové varhany s pozitivem umístěným v průčelí kruchty varhanář Ambrož Augustin Tauchman za 750 zlatých. O asi sto let později (1904) nástroj za 202 korun opravil A. Schuster.
Dispozice varhan:
| Manuál: |           |          |
| 1.      | Flöte     | (8')     |
| 2.      | Gamba     | (8')     |
| 3.      | Principal | (4')     |
| 4.      | Gemshorn  | (4')     |
| 5.      | Octav     | (2')     |
| 6.      | Quint     | (1 1/3') |
| 7.      | Mixtur    | 3×       |

| Positiv: |            |          |
| 8.       | Bordun     | (8')     |
| 9.       | Salicional | (4')     |
| 10.      | Principal  | (2')     |
| 11.      | Quint      | (1 1/3') |
| 12.      | Octav      | (1')     |

| Pedál: |          |       |
| 13.    | Subbaß   | (16') |
| 14.    | Octavbaß | (8')  |
| 15.    | Octavbaß | (4')  |

Během druhé světové války, kolem roku 1940, provedla liberecká pobočka společnosti Schuster und Sohn výstavbu nových varhan, přičemž ale využila původního Tauchmanova pozitivu, který nově slouží coby kulisa.
Dispozice varhan:
| I. manuál: |             |       |
| 1.         | Bordun      | (16') |
| 2.         | Principal   | (8')  |
| 3.         | Gamba       | (8')  |
| 4.         | Flöte       | (8')  |
| 5.         | Octave      | (4')  |
| 6.         | Mixtur      | 3×    |
| 7.         | Koppel II–I | (16') |
| 8.         | Koppel II–I | (8')  |
| 9.         | Koppel II–I | (4')  |

| II. manuál: |                 |      |
| 10.         | Geigenprincipal | (8') |
| 11.         | Gedackt         | (8') |
| 12.         | Aeoline         | (8') |
| 13.         | Violine         | (4') |

| Pedál: |                 |       |
| 14.    | Subbaß          | (16') |
| 15.    | Violoncello     | (8')  |
| 16.    | Koppel I–pedal  |       |
| 17.    | Koppel II–pedal |       |